# 第九届全国人民代表大会
中华人民共和国第九届全国人民代表大会（簡稱第九届全國人大），任期由1998年3月至2003年3月，共召开过五次会议。本届人大的任务被确定为是“初步形成中国特色社会主义法律体系”。
九届全國人大共有代表2,979人，九届全国人大增加了重慶市和香港特別行政區2個代表團，故第九届全国人民代表大会代表分为34個代表團。九屆全國人大设有财经、民族、法律、内务、教育文化卫生科学、外事、华侨、环境与资源保护和农业与农村9个专门委员会。九届全國人大常委會共有委员155人，委员长李鹏。
五年間，九届全國人大及其常務委員會共通过法律、法律解释和有关法律问题的决议决定共113件，其中包括备受关注的《中华人民共和国婚姻法》、《中华人民共和国证券法》等，并对《中华人民共和国宪法》进行部分修正。九届全國人大及其常委會还做出了8件法律解释，其中包括一件对《中华人民共和国香港特别行政区基本法》的法律解释。九届人大还共收到代表提案1,194件，为历史之最。

## 第一次会议
九届全國人大一次会议于1998年3月5日至19日在北京召開，2947名代表出席会议，会议首先由卸任国务院总理李鹏作《政府工作报告》，国家计委主任陈锦华作有关1997年度国民经济和社会发展计划执行情况报告以及1998年度的计划草案报告，羅幹随后就国务院机构改革向大會做出说明。3月10日，九届人大会议听取八届全國人大常委会、最高人民法院、最高人民檢察院工作报告并表决通过。会议最后选举第九届全国人民代表大会常务委员会委员长、副委员长、秘书长、委员，选举中华人民共和国主席、副主席，决定国务院总理的人选和国务院副总理、国务委员、各部部长、各委员会主任、中国人民银行行长、审计长、秘书长的人选，选举中华人民共和国中央军事委员会主席，决定中华人民共和国中央军事委员会副主席、委员的人选，选举最高人民法院院长，选举最高人民检察院检察长。通过第九届全国人民代表大会各专门委员会主任委员、副主任委员、委员的人选等。
会议選舉由177人組成的主席团，秘书长田纪云，常务主席李鹏、胡锦涛、田纪云、帕巴拉·格列朗杰、王光英、程思远、布赫、铁木尔·达瓦买提、吴阶平。

### 选举结果
- 第九届全国人民代表大会常务委员会委员长：李鹏
- 第九届全国人民代表大会常务委员会副委员长：田纪云、谢非、姜春云、邹家华、帕巴拉·格列朗杰（藏族）、王光英、程思远、布赫（蒙古族）、 铁木尔·达瓦买提（维吾尔族）、吴阶平、彭珮云（女）、何鲁丽（女）、周光召、成克杰（壮族）、曹志、丁石孙、成思危、许嘉璐、蒋正华
- 第九届全国人民代表大会常务委员会秘书长：何椿霖
- 第九届全国人民代表大会常务委员会委员：134人
- 中华人民共和国主席：江泽民
- 中华人民共和国副主席：胡锦涛
- 中华人民共和国中央军事委员会主席：江泽民
- 中华人民共和国最高人民法院院长：肖扬
- 中华人民共和国最高人民检察院检察长：韩杼滨

### 任命决定
- 中华人民共和国国务院总理：朱镕基
- 中华人民共和国国务院副总理：李岚清、钱其琛、吴邦国、温家宝
- 中华人民共和国国务委员：迟浩田、罗干、吴仪（女）、司马义·艾买提（維吾爾族）、王忠禹
- 中華人民共和國中央軍事委員會副主席：张万年、迟浩田
- 中华人民共和国中央军事委员会委员：傅全有、于永波（满族）、王克、王瑞林

### 投票表决结果
| 李鹏总理作政府工作报告 | 李鹏总理作政府工作报告 | 李鹏总理作政府工作报告 | 李鹏总理作政府工作报告 | 李鹏总理作政府工作报告 |
| 议案                   | 赞成票                 | 反对票+弃权            | 未按表决器             |                        |
| ---------------------- | ---------------------- | ---------------------- | ---------------------- | ---------------------- |
| 《政府工作报告》       | 2,885                  | 22                     |                        |                        |

## 第二次会议
九届全國人大二次会议于1999年3月5日至16日举行，首先由总理朱镕基做政府工作报告，之后由国家计委主任曾培炎做1998年度国民经济和社会发展计划执行情况报告以及1999年度的计划草案报告，财政部部长项怀诚做1998年度中央和地方预算执行情况报告，副委员长田纪云作关于中华人民共和国宪法修正案草案的说明。大会还听取了最高法院、最高检察院的年度工作报告。
会议在最后一天通过了宪法修正案，并且对国务院、高法和高检报告进行了表决批准。
会议主席团共169人，秘书长田纪云，常务主席李鹏、田纪云、谢非、姜春云、邹家华、帕巴拉·格列朗杰、王光英、程思远、布赫、铁木尔·达瓦买提、吴阶平、彭珮云、何鲁丽、周光召、成克杰、曹志、丁石孙、成思危、许嘉璐、蒋正华、何椿霖。

## 第三次会议
九届全國人大三次会议于2000年3月5日至15日举行，首先由总理朱镕基做政府工作报告，之后由国家计委主任曾培炎做1999年度国民经济和社会发展计划执行情况报告以及2000年度的计划草案报告，财政部部长项怀诚做1999年度中央和地方预算执行情况报告。委员长李鹏首次作人大常委工作报告。大会还听取了最高法院、最高检察院的年度工作报告。
这次人大會議之前舉行的人大常委会还决定免去刘稚苕、金民珍、冷德森的最高人民法院审判员职务，免去周永康的国土资源部部长职务，由田凤山接任，并接受何厚铧辞去全国人大常委会委员职务的请求。提請大會確認。
会议主席团共165人，秘书长田纪云，常务主席李鹏、田纪云、姜春云、邹家华、帕巴拉·格列朗杰、王光英、程思远、布赫、铁木尔·达瓦买提、吴阶平、彭珮云、何鲁丽、周光召、曹志、丁石孙、成思危、许嘉璐、蒋正华、何椿霖。

## 第四次会议
九届全國人大四次会议于2001年3月5日至15日举行，首先由总理朱镕基做《关于国民经济和社会发展第十个五年计划的报告》，提出“十五”期间的预期宏观经济目标，包括了：
- 经济增长速度年均7％左右；
- 2005年国内生产总值达到12.5万亿元左右，人均国内生产总值达9400元；
- 城镇登记失业率控制在5％左右；
- 国际收支平衡；
- 2005年第一、二、三产业增加值占国内生产总值的比重分别为13％、51％和36％，从业人员占全社会从业人员的比重分别为44％、23％和33％；
- 2005年全社会研究与开发经费占国内生产总值的比例提高到1.5％以上；
- 初中毛入学率达到90％以上，高中阶段教育和高等教育毛入学率力争达到60％左右和15％左右；
- 人口自然增长率控制在9‰以内，2005年总人口控制在13.3亿人以内；
- 森林覆盖率提高到18.2％；
- 人均纯收入年均增长5％左右；
- 公路通车里程达到160万公里左右；
- 计算机普及率达到4％以上；

之后由国家计委主任曾培炎做2000年度国民经济和社会发展计划执行情况报告以及2001年度的计划草案报告，财政部部长项怀诚做2000年度中央和地方预算执行情况报告。委员长李鹏作人大常委工作报告。大会还听取了最高法院、最高检察院的年度工作报告。會議通過關於修改中華人民共和國中外合資經營企業法的決定。
會議补选4名全國人大常委會委员，包括王学萍（黎族）、贺一诚、贾志杰和盛华仁。
会议主席团共165人，秘书长田纪云，常务主席李鹏、田纪云、姜春云、邹家华、帕巴拉·格列朗杰、王光英、程思远、布赫、铁木尔·达瓦买提、吴阶平、彭珮云、何鲁丽、周光召、曹志、丁石孙、成思危、许嘉璐 、蒋正华、何椿霖。

## 第五次会议
九届人大五次会议于2002年3月5日至3月15日举行，首先由总理朱镕基做政府工作报告，之后由国家计委主任曾培炎做2001年度国民经济和社会发展计划执行情况报告以及2002年度的计划草案报告，财政部部长项怀诚做2001年度中央和地方预算执行情况报告。委员长李鹏作人大常委工作报告。大会还听取了最高法院、最高检察院的年度工作报告。
会议主席团共166人，秘书长田纪云，常务主席李鹏、田纪云、姜春云、邹家华、帕巴拉·格列朗杰、王光英、程思远、布赫、铁木尔·达瓦买提、吴阶平、彭珮云、何鲁丽、周光召、曹志、丁石孙、成思危、许嘉璐、蒋正华、何椿霖。